# Wolwevershaven
De Wolwevershaven is een haven en kade in de stad Dordrecht, in de Nederlandse provincie Zuid-Holland. Het is de meest noordelijke haven van de stad.

## Achtergrond
De Wolwevershaven werd in 1609 gegraven. Hiertoe werd besloten om het probleem van de verzanding van de Nieuwe Haven door doorstroming te helpen oplossen. Het uitgegraven zand werd gebruikt voor het aanleggen van kades aan weerszijden, waarvan één later dezelfde naam als de haven zou krijgen. De eerste jaren werd de haven nog aangeduid als Nieuwe Haven, die ten zuiden van de Wolwevershaven ligt. De kade kreeg aanvankelijk de naam Nieuwe Opslach, vernoemd naar de plaats waar goederen worden gelost en opgeslagen. In 1633 sprak men soms van "Opten Nieuwhaven". Uiteindelijk werd de haven vernoemd naar de lakenmakers dan wel wolwevers, die zich aan de kade hadden gevestigd. Tijdens een vergadering in 1645 werd besloten ook woningen op de kade te bouwen. Dit werden er in eerste instantie veertien.
Het beeld van de Wolwevershaven werd bepaald door het Damiatebolwerk (een uitbouw in een verdedigingsmuur) aan de ingang van de haven, waar in 1639 de Damiatebrug werd gelegd. Deze brug verbindt twee kades: de Wolwevershaven en de Kuipershaven.
In de 17e maar vooral in de 18e eeuw werd de Wolwevershaven steeds meer een plek waar de elite zich vestigde. Het gebied veranderde van een plaats van opslag en nijverheid in een deftige woonbuurt, waardoor een groot huis aan de haven bewonen geleidelijk steeds meer status gaf. Aan het begin van de 20e eeuw was het nog steeds een plek waar de rijken woonden. Ruim een zesde van de inwoners van Dordrecht maakte deel uit van de gegoede burgerij of elite. De Wolwevershaven behoorde tot de meest gegoede straten van de stad.

## Galerij

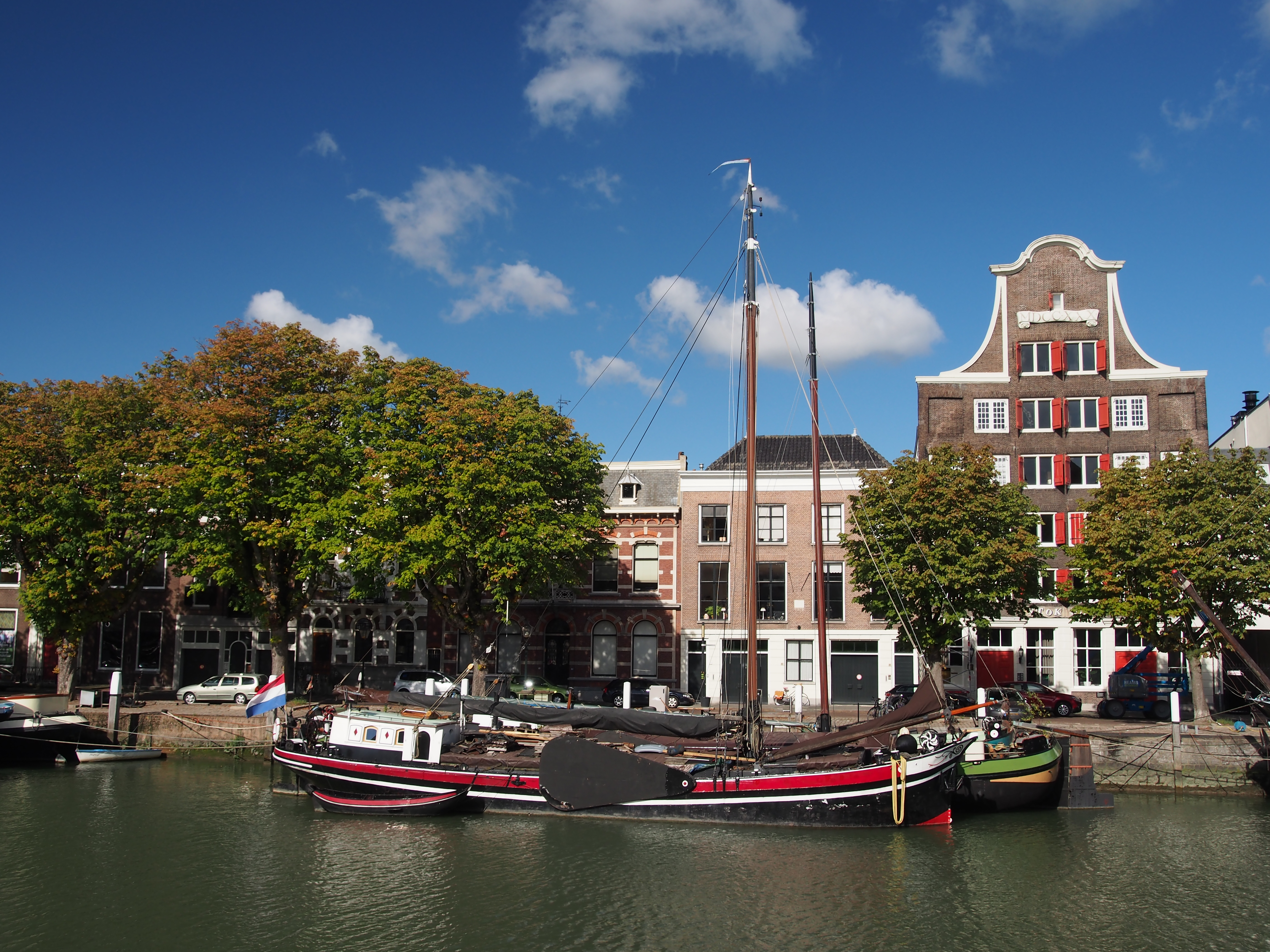
Wolwevershaven, met rechts het monumentale pand Stokholm.
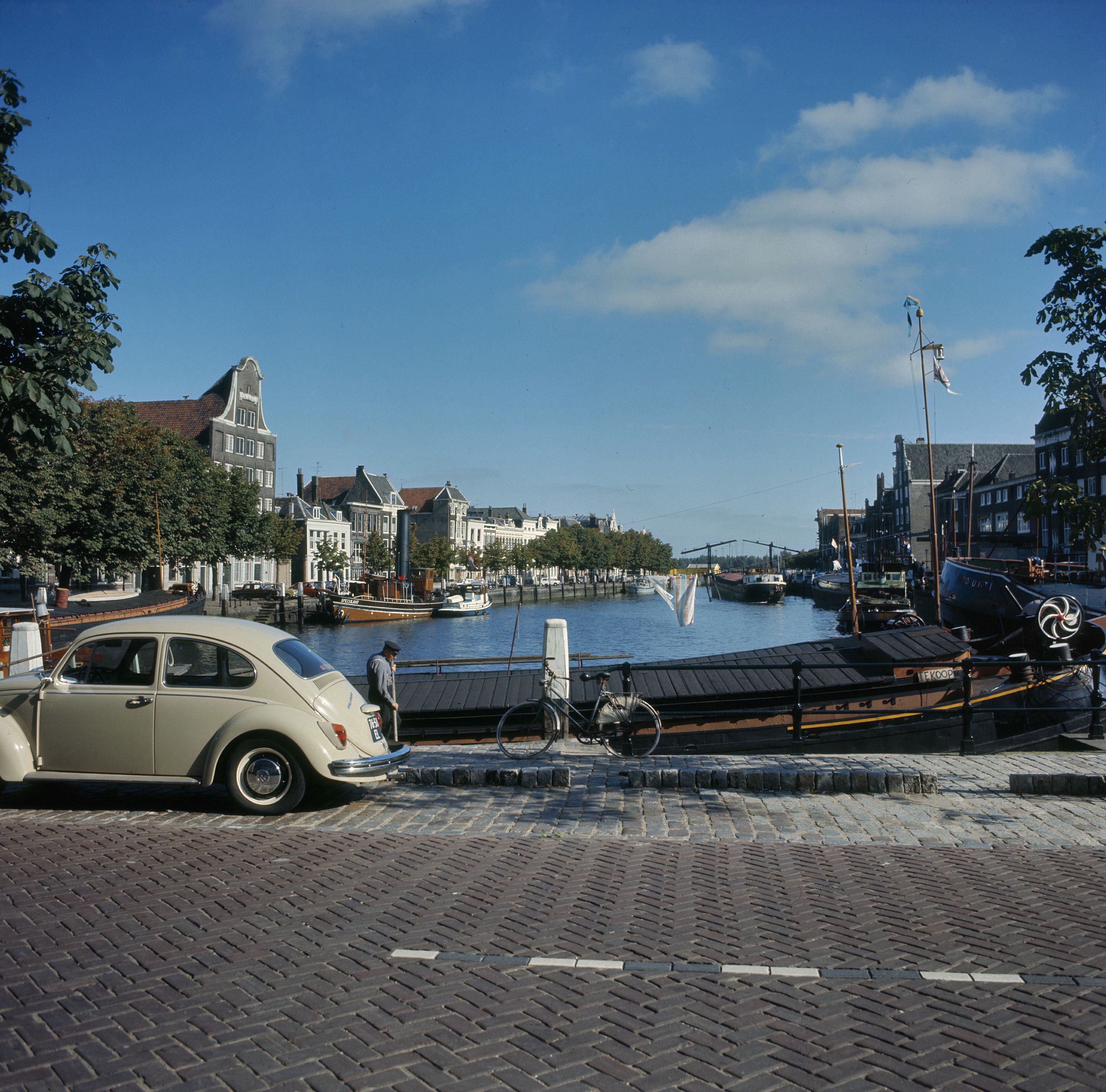
Wolwevershaven, gezien vanaf het Vlak, dat ten zuiden van de haven ligt.
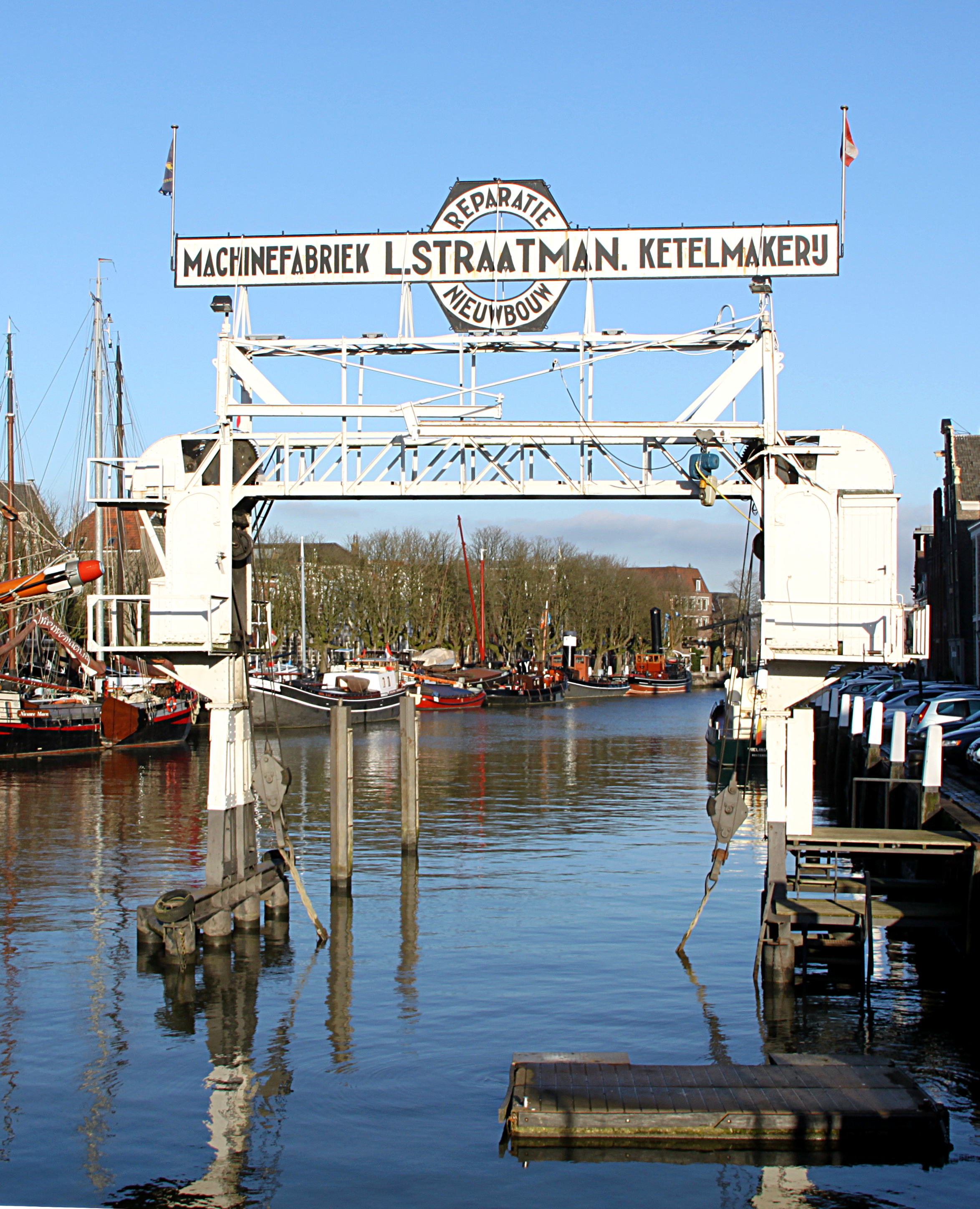
Scheepslift of schroevendok uit 1928, gesitueerd in de Wolwevershaven.
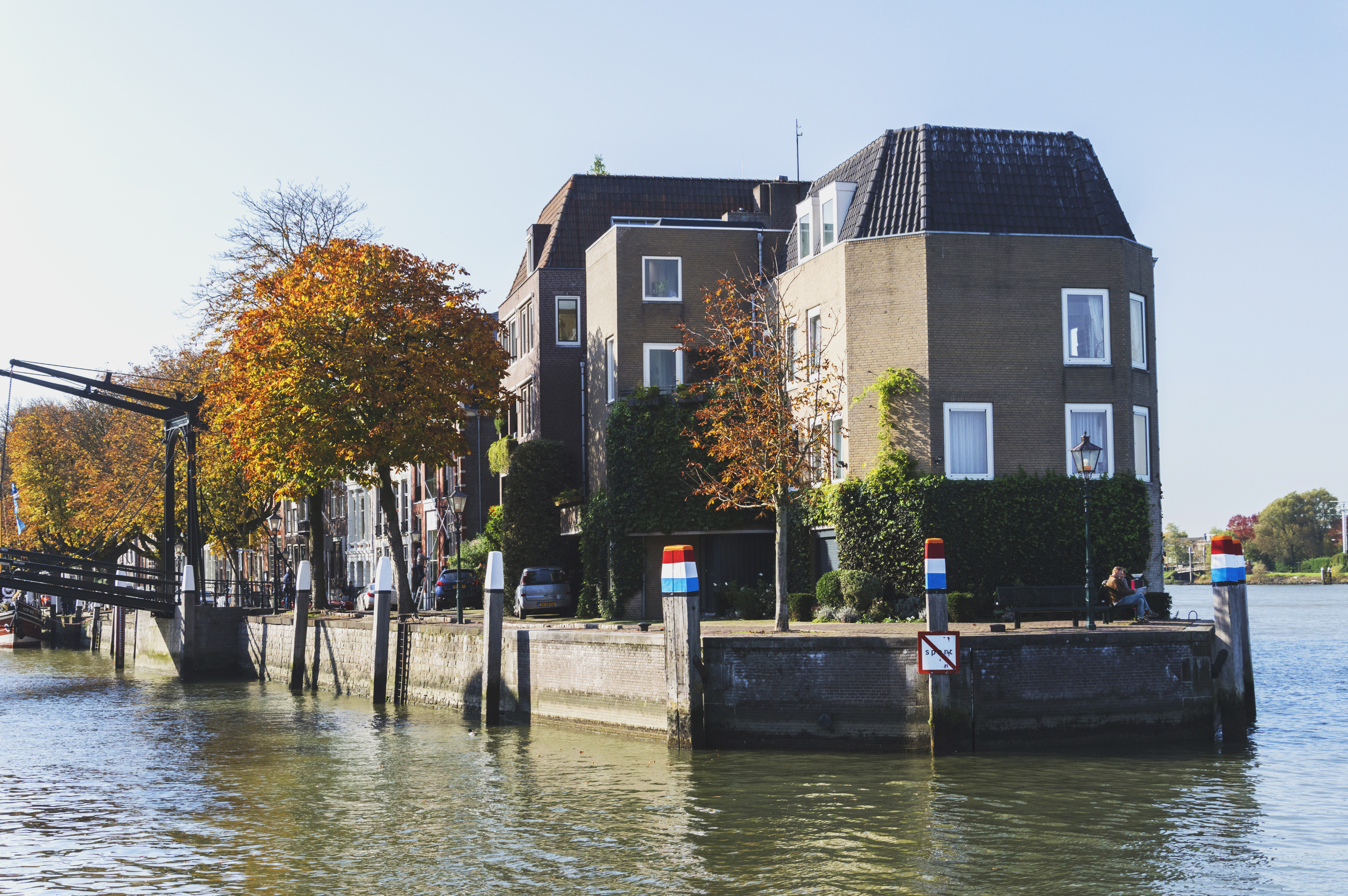
Wolwevershaven, waar het Damiatebolwerk zich bevond.

## Rijksmonumenten aan de Wolwevershaven
- Het Dordts Patriciërshuis
- Het Zeepaert
- Huis de Meerminnen
- Stokholm
- Schroevendok Straatman